# St. Matthäi (Glinde)

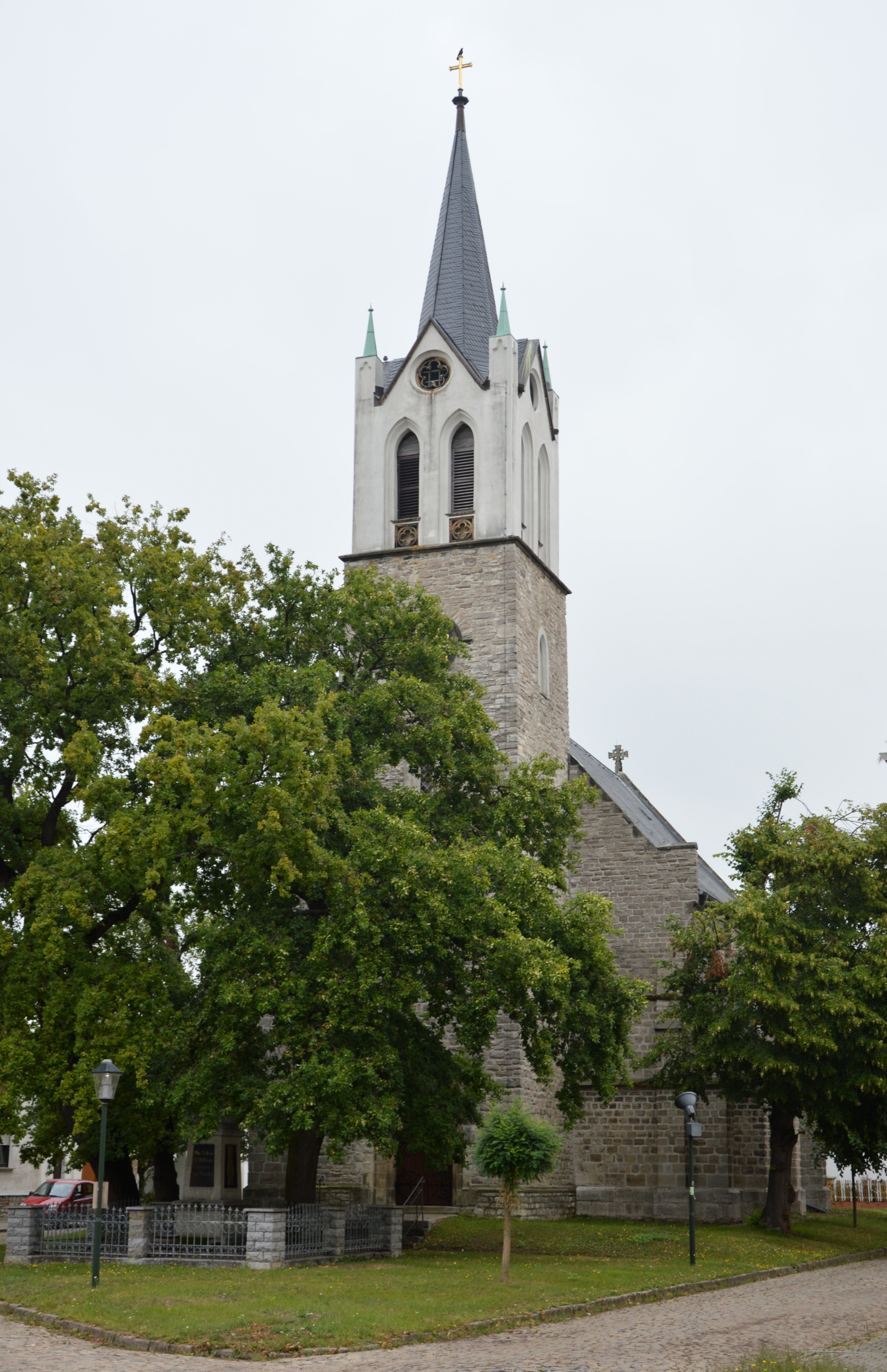
Sankt-Matthäus-Kirche

Die Kirche St. Matthäi ist die evangelische Kirche des zur Stadt Barby gehörenden Dorfes Glinde in Sachsen-Anhalt. 
Sie befindet sich im Zentrum Glindes. Die jetzige Kirche trat als Dorfkirche an die Stelle der ersten, bereits im Jahre 1116 errichteten Kirche in Glinde. Diese erste Kirche befand sich auf dem heutigen Dorffriedhof; sie wurde nach dem Bau der neuen Kirche durch eine kleine Friedhofskapelle ersetzt.

## Architektur und Geschichte
Die neogotische Kirche entstand in zwei Bauabschnitten. Zunächst wurde in den Jahren 1850/51 der Kirchturm errichtet. Das sich östlich hieran anschließende Kirchenschiff entstand in den Jahren 1884 bis 1886.
Die Kirche wurde aus Kalkstein gebaut. In der Gestaltung orientierte man sich weniger an schlichten Dorfkirchen, sondern eher an städtischen Kirchenbauten. Als architektonische Elemente kamen Gewölbe, Strebepfeiler und Säulen zum Einsatz. Es finden sich auch Kleeblattbögen, Dreipass und Vierpass.
Den Altar und die Kanzel schuf die Werkstatt des Holzbildhauers Gustav Kuntzsch in Wernigerode. Der Zörbiger Orgelbauer Wilhelm Rühlmann lieferte die zweimanualige Orgel mit 15 Registern.
Bemerkenswert sind zwei um das Jahr 1500 entstandene und aus der alten Kirche stammenden Glasmalereien. Sie befinden sich im Kirchenschiff und zeigen Maria mit dem Kind in einer ovalen Aureole und Christus mit dem Kreuz im Arm.
Im örtlichen Denkmalverzeichnis ist die Kirche St. Matthäus unter der Erfassungsnummer 094 60928 als Baudenkmal eingetragen.